# Sân vận động Angel
Sân vận động Angel của Anaheim (tiếng Anh: Angel Stadium of Anaheim), ban đầu được gọi là Sân vận động Anaheim và sau này là Edison International Field của Anaheim, là một sân vận động bóng chày kiểu hiện đại nằm ở Anaheim, California. Kể từ khi khánh thành vào năm 1966, sân đã từng là sân nhà của Los Angeles Angels của Major League Baseball (MLB), và cũng là sân nhà của Los Angeles Rams của National Football League (NFL) từ năm 1980 đến 1994. Sân vận động thường được gọi bằng biệt danh không chính thức là The Big A, do biên tập viên thể thao của Herald Examiner, Bud Furillo đặt tên. Đây là sân vận động Major League Baseball còn hoạt động lâu đời thứ tư, sau Fenway Park, Wrigley Field và Sân vận động Dodger; sân cũng là sân vận động lâu đời thứ hai ở American League. Sân đã tổ chức Trận đấu toàn sao Major League Baseball 1967, 1989 và 2010.
Sân vận động Angel và bãi đậu xe xung quanh của sân gần như được bao bọc bởi Đại lộ Katella về phía bắc, Xa lộ Cam về phía đông, Đại lộ Orangewood về phía nam và Đại lộ State College ở phía tây. Nằm gần ranh giới phía đông của bãi đậu xe là bảng hiệu "Big A" và bảng điều khiển điện tử, ban đầu đóng vai trò hỗ trợ bảng điểm. Một vòng hào quang nằm gần đỉnh của bảng hiệu cao 230 foot (70 m), nặng 210 tấn được chiếu sáng sau các trận đấu mà Angels giành chiến thắng (cả ở sân và trên đường), làm phát sinh biểu cảm của người hâm mộ, "Light that baby Up! "
ARTIC (Trung tâm giao thông vận tải Khu vực Anaheim) phục vụ Tuyến Quận Cam của Metrolink và Pacific Surfliner của Amtrak, nằm gần đó ở phía bên kia của Đường 57 của Bang và có lối vào qua cổng Douglass Road ở góc đông bắc của bãi đậu xe. Nhà ga cung cấp kết nối thuận tiện đến sân vận động, Trung tâm Honda gần đó và Disneyland từ các cộng đồng khác nhau dọc theo tuyến đường, liên kết với San Luis Obispo, Los Angeles và San Diego. Anaheim Resort Transit dừng ở trung tâm cùng với các chuyến xe buýt của Cơ quan vận tải Quận Cam.
Ngoài bóng chày chuyên nghiệp và bóng bầu dục, Sân vận động Angel còn tổ chức các trận đấu bóng bầu dục đại học và trung học, các trận đấu trước mùa giải của National Football League, World Football League ngắn hạn, hai cuộc thập tự chinh của nhà truyền giáo Billy Graham, gần 20 cuộc thập tự chinh hàng năm liên tiếp của nhà truyền giáo Greg Laurie, Lễ kỷ niệm Eid el Fitr, và các buổi hòa nhạc, và 2 đến 3 giải đấu đua xe AMA Supercross Championship một năm.
Sân vận động cũng có các studio và văn phòng của đài phát thanh hàng đầu KLAA (830 AM) thuộc sở hữu và điều hành của Angels.